# El Fraile (Berg)
El Fraile (dt. Mönch), Cerro del Fraile, Cerro de los Frailes oder Pico del los Frailes ist Teil einer vulkanischen Kette und höchste Erhebung der Sierra del Cabo de Gata im Naturpark Parque Natural de Cabo de Gata-Níjar im Südosten Spaniens.
Wie der gesamte Gebirgszug befand sich der Fraile mit seinen Kraterresten ursprünglich unter Wasser. Die letzte Eruption fand vor ca. 8 Millionen Jahren statt.
Der höchste Punkt ist weglos erreichbar.